# Zoramia fragilis
Zoramia fragilis is een straalvinnige vissensoort uit de familie van kardinaalbaarzen (Apogonidae). De wetenschappelijke naam van de soort is voor het eerst geldig gepubliceerd in 1961 door Smith.